# Castione (Arbedo-Castione)
Castione (in dialetto ticinese Cagion o Castión) è una frazione di 1 513 abitanti del comune svizzero di Arbedo-Castione (fino al 1820 del comune di Lumino), nel Canton Ticino (distretto di Bellinzona).

## Geografia fisica
La zona è molto soleggiata e si trova nel punto d'incontro delle valli Riviera e Mesolcina. Castione è una delle poche località ticinesi a essere sorta non sul delta di uno dei numerosi torrenti che segnano la valle del Ticino ma direttamente sul piano: di conseguenza il territorio comunale è stato sempre minacciato dalle fuoriuscite dei due fiumi e dalle malattie dovute alla presenza di paludi, diffuse ovunque fino alla metà del XX secolo.

## Storia
Durante i lavori di costruzione della ferrovia del Gottardo furono scoperte delle necropoli dell'età del bronzo; la maggior parte dei reperti si trova presso il Museo nazionale svizzero.
Inizialmente i territori l'area dove ora sorge Castione, di proprietà del comune di Lumino, non rivestivano alcun interesse, sia dal punto di vista agricolo, tanto dall'aspetto abitativo. Prima dell'anno 1000 il letto della Moesa si spostò più a sud, verso l'ubicazione attuale, permettendo ad alcune famiglie di insediarsi. Iniziò a comparire il toponimo di Castillionum (1237), che potrebbe centrare con l'arrivo di un certo Castiglione, oltre a quello di Lugomini (Lumino, 1168). Si formò una vicinanza tra Lumino e Castione, confermata già da documenti del XII-XIII secolo.
Nel territorio di Castione il 6 luglio 1449 si svolse la battaglia di Castione che oppose l'esercito del Canton Uri a quello della Repubblica Ambrosiana. Nel XVI secolo ci furono alcuni tentativi di secessione da Lumino, ma impediti dalla questione dei terreni in comune; un testo dei Waldstätte del 13 settembre 1599 decise la divisione tra Lumino e Castione, ma non andò in porto.
La prima prova dell'esistenza di una chiesa a Castione risale al 1525. San Carlo Borromeo in visita nel 1583 descrisse la chiesa di Castione come dipendente da quella di Lumino. Nel 1623 si lancio l'idea di istituire a Castione una parrocchia indipendente da quella di Lumino. La proposta venne accettata nel 1626 dalla diocesi di Como, tuttavia andò definitivamente in porto solo dopo qualche decennio, a causa di problemi finanziari di Castione. Questa novità non sancì un'indipendenza completa di Castione, visto che i beni patriziali e comunali restavano ancora di competenza di Lumino. L'amministrazione locale a Castione era carente, molte questioni venivano decise a Lumino.
In quei secoli la qualità di vita era scarsa. Spesso i due fiumi uscivano dai loro letti e invadevano gli abitati; non erano nemmeno irrilevanti le epidemie e le carestie. A questo si aggiunse il periodo della Repubblica Elvetica a cavallo del 1800, quando la zona si trovò spesso saccheggiata dal passaggio e dall'accampamento delle truppe napoleoniche che creavano altre spese supplementari, in particolare nel 1799. Di conseguenza le condizioni finanziarie della località erano disastrose. Castione fu costretto a svendere a estranei alcuni terreni in comune con Lumino, quelli che non erano ancora stati spazzati via dai fiumi. Nel 1800 Castione contava 36 abitanti, mentre Lumino 285.
L'aggregazione fra Castione e Arbedo avvenne nel 1820 su proposta fatta da due delegati di Castione nel 1810 e ribadita nel 1817, e fu motivata in primo luogo dal desiderio di mitigare in qualche modo la povertà in cui si trovava la regione, sia in seguito alle guerre napoleoniche che causarono indirettamente danni a tutta la regione (le truppe di passaggio gravarono pesantemente sugli scarsi redditi della popolazione), sia a seguito di una carestia che colpì il Canton Ticino alcuni anni dopo.
La fusione provocò varie polemiche fra le poche decine di abitanti di Castione e di Arbedo (a quell'epoca Castione contava 40 abitanti, mentre Arbedo ne contava 391). L'aggregazione non pose fine alle dispute, anzi: contrastata sin dall'inizio da Lumino, che vi vedeva la perdita di alcuni suoi privilegi, sfociò dal 1840 in una serie di tentativi di secessione di Castione da Arbedo, che si conclusero solo nel 1863 con un accordo fra i tre villaggi.

## Monumenti e luoghi d'interesse
- Chiesa dei Santi Gottardo e Nicola di Bari[6]

## Società

### Evoluzione demografica
L'evoluzione demografica è riportata nella seguente tabella:
Abitanti censiti

## Infrastrutture e trasporti

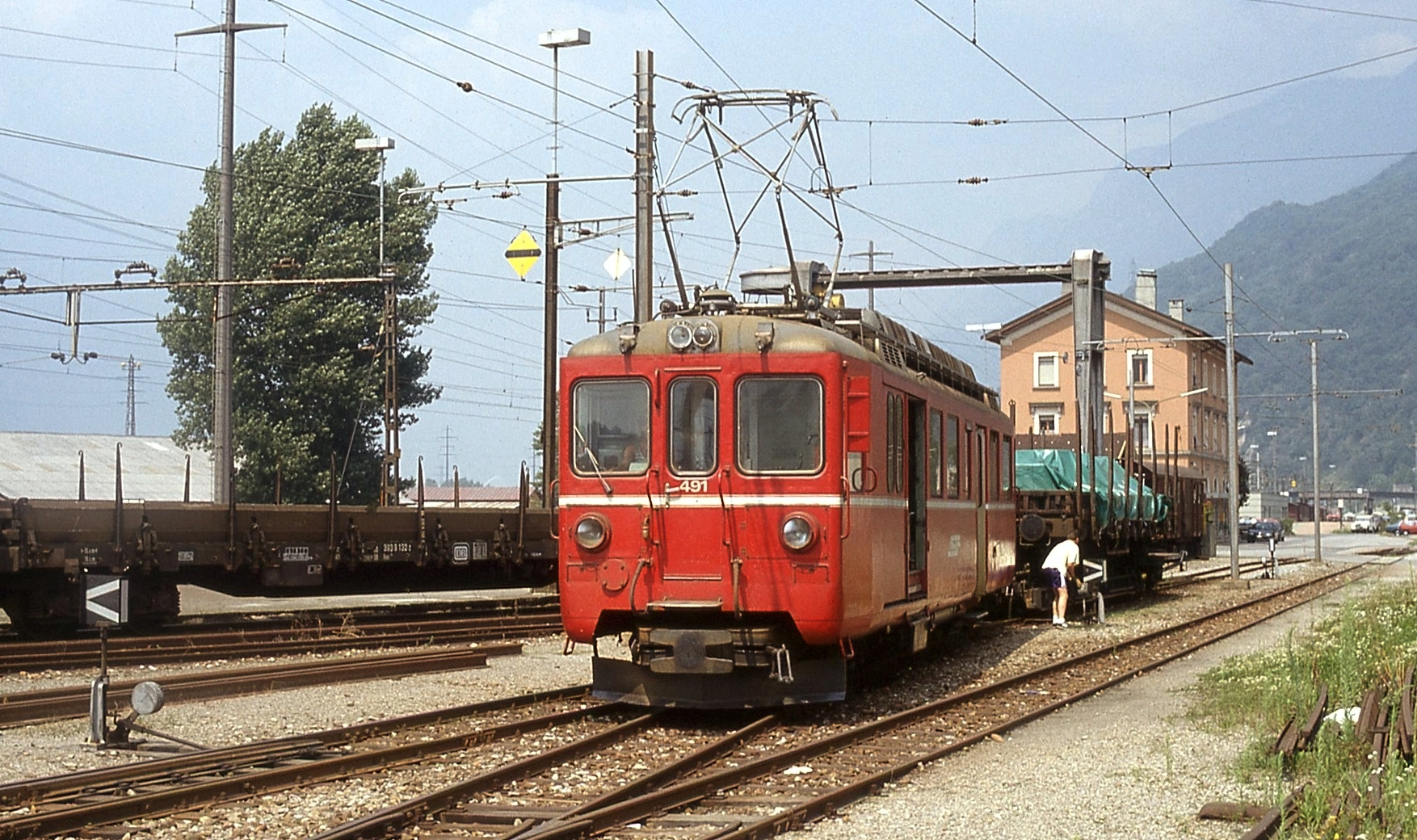
La vecchia stazione ferroviaria di Castione-Arbedo con un convoglio della ferrovia Mesolcinese nel 1977

A Castione passano la strada cantonale 2 che collega Basilea e Chiasso e la strada cantonale 13 che collega Trasadingen con Brissago. L'uscita autostradale più vicina è quella di Bellinzona Nord delle autostrade A2 e A13 situata a 1 km di distanza; qui c'è la diramazione delle due autostrade.
La località, situata sulla ferrovia del Gottardo, è servita dalla stazione di Castione-Arbedo facente parte della rete celere del Canton Ticino con le linee S10 ed S20, di cui è capolinea. Da qui partiva la ferrovia Bellinzona-Mesocco, utilizzata a scopo turistico fino nel 2013 nella tratta Castione-Cama.

## Sport
L'Associazione Calcio Castione è stata una squadra di calcio fondata nel 1949 e sciolta nel 2004. La sua ultima stagione è stata giocata in Quinta Lega.